# Viklaumadonnan

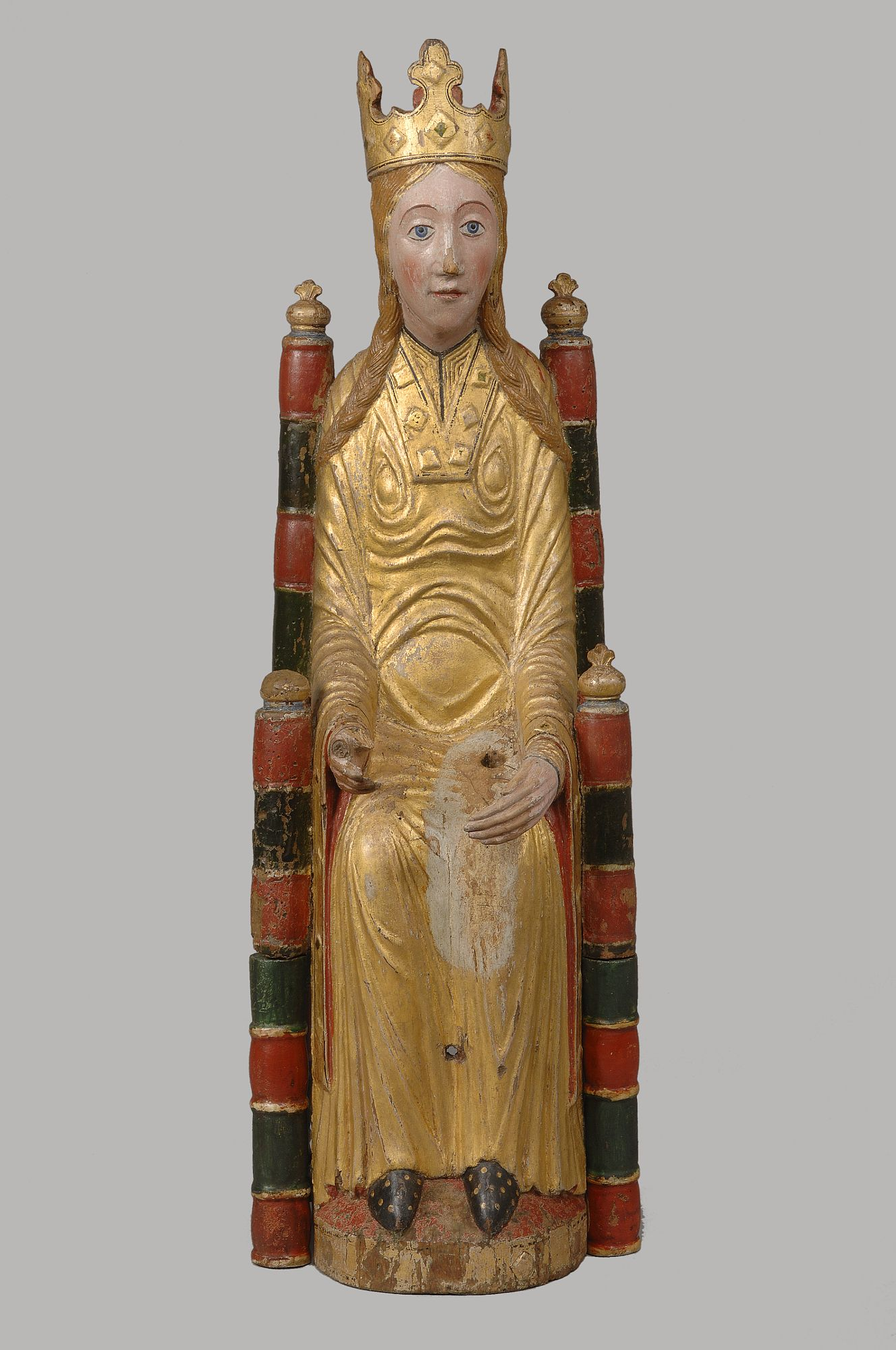
Viklaumadonnan

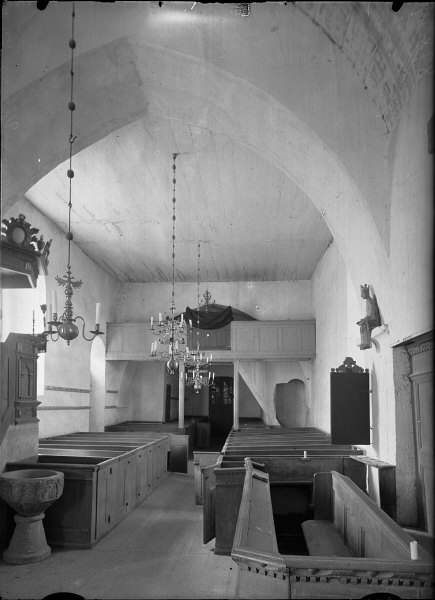
Viklaumadonnans placering i Viklau kyrka (1922)

Viklaumadonnan är en målad och förgylld träskulptur från 1100-talet som ursprungligen kommer från Viklau kyrka på Gotland. Skulpturen köptes för 5 000 kronor 1928 av Statens historiska museum och förvaras på Historiska museet i Stockholm. Den är en av de mest kända svenska medeltida skulpturerna, dels för att den är så tidigt daterad och dels för att den är så välbevarad. En kopia finns i Viklau kyrka och en på Gotlands museum i Visby.

## Beskrivning och historia
Madonnan från Viklau blev först uppmärksammad och beskriven av Johnny Roosval. Han och även en del senare svenska forskare uppfattade skulpturen som nära släkt med stenskulpturerna på katedralen i Chartres västportal och därmed som ett importarbete därifrån. De stildrag som de har gemensamt är dock snarare tidsbundna och går att återfinna på många platser i Europa. Viklaumadonnan har ofta ansetts vara typisk för romansk stil medan den äldre Chartres-skulpturen, något förvillande med tanke på likheterna, har kallats ett exempel på gotikens genombrott. Båda grupperna ligger snarare i ett övergångsstadium mellan de olika stilarna. Viklaumadonnan har drag som många romanska madonnor delar, hon sitter med kroppen rak i en hög rak stol och med tyngden jämnt fördelad. Hon har ett flickaktigt utseende. Både karnation (hudfärg) och kläddräktens förgyllning är ovanligt väl bevarade vilket bidragit till hennes berömmelse.
Aron Andersson menade att Viklaumadonnan var tillverkad av samma verkstad som tillverkat de också välbevarade triumf-krucifixen från Hemse kyrka och Väte kyrka. Peter Tångeberg har genomfört en undersökning och kommit fram till att tillverkningstekniken överensstämmer exakt, varför det får anses bevisat. Det innebär förmodligen att skulpturerna inte importerats utan tillverkats lokalt i en gotländsk skulpturverkstad. Skulpturen dateras till 1100-talets senare del.

## Tillverkningsteknik
Skulpturen är snidad i trä, grunderad och sedan målad. De flesta medeltida träskulpturer grunderades med en blandning av animaliskt lim och krita vilken sedan kunde bearbetas vidare. Viklaumadonnan har dock en annan och väldigt ovanlig grund som består av linolja och blyvitt pigment. Den grunderingen är betydligt mindre ömtålig vilket förmodligen är orsaken till att Viklaumadonnan är så väl bevarad. Ett par ytterligare exempel på samma teknik finns från samma verkstad men annars är det en i Europa isolerad företeelse.
En sådan grundering kunde inte bearbetas mer och inte heller förgyllas med lim/vatten-förgyllning utan med en oljeförgyllning som är mindre blank. Förgyllningen är därför gjord med rent bladguld och med linoljegrund vilket lett till att även den är så ovanligt välbevarad. De målade "ädelstenarna" är modellerade i ett kitt av krita och lim.

## Relikgömma
Viklaumadonnan har ett litet borrat hål i hjässan. Detta undersöktes 2017 och visade sig innehålla en tygbit av linne omkring en benbit och omvirad med en tråd. Den har sannolikt stoppats in i skulpturen omkring 1250. Benbiten har tidsbestämts till att vara 3 500 år gammal. Det är alltså inte klarlagt om benbiten kommer från ett djur eller en människa.